# دانيال مصطفى
دانيال كبير مصطفى (بالإسبانية: Daniel Kabir Mustafa) (موليد 2 أغسطس 1984) هو لاعب كرة قدم دولة فلسطين يلعب لنادي سارمينتو دي ليونيس ومنتخب فلسطين في مركز قلب الدفاع.

## وصلات خارجية
- دانيال مصطفى على موقع قاعدة بيانات كرة القدم.إي يو (الإنجليزية)
- دانيال مصطفى على موقع ناشيونال فوتبول تيمز (الإنجليزية)
- دانيال مصطفى على موقع Soccerway.com (الإنجليزية)

- دانيال مصطفى على فرق كرة القدم الوطنية.كوم
- دانيال مصطفى على BDFutbol
- دانيال مصطفى  على سكروي